# بضع المصرة
بضع المصرة هي عملية جراحية تتضمن معالجة شقوق غشائية في القناة الشرجية أو العاصرة.

## العملية
- يمكن إجراء العملية بأنواع مختلفة من التخدير.
- تنظيف مكان العملية بعد التخدير باستعمال سائل معقم.
- القيام بالإجراءات الجراحية التي تتضمن فصل العاصرة عن طريق مطها أو قطعها.
- إزالة الشق وأي نسيج ندبة.
- خياطة الجرح